# Annona atabapensis
Annona atabapensis Kunth – gatunek rośliny z rodziny flaszowcowatych (Annonaceae Juss.). Występuje naturalnie w południowej części Wenezueli oraz w brazylijskim stanie Amazonas. 

## Morfologia
PokrójZimozielone drzewo.
LiścieMają kształt od podłużnego do odwrotnie owalnego. Są skórzaste. Nasada liścia jest ostrokątna. Wierzchołek jest tępy.

## Biologia i ekologia
Rośnie w podtopionych lasach. Występuje na terenach nizinnych.